# François Darlan
François Darlan, född 7 augusti 1881 i Nérac, Frankrike, död 24 december 1942 i Alger, Algeriet, var en fransk amiral och minister i Vichyfrankrike.
François Darlan var överbefälhavare över den franska flottan vid andra världskrigets utbrott 1939 och därefter marinminister i Vichyfrankrikes första regering. I februari 1941 blev han regeringschef och fortsatte samarbetspolitiken med Nazityskland. Efter att han ersatts som regeringschef av Pierre Laval i april 1942 blev han överbefälhavare för Vichyfrankrikes krigsmakt. I november 1942, när de allierade landsatte trupper i Nordafrika, befann sig Darlan i Algeriet. Efter en viss tvekan anslöt han sig till de allierade. Drygt en månad senare mördades han under oklara omständigheter i Alger.

## Tiden före andra världskriget
Darlan började vid sjökrigsskolan (Ecole Navale) i oktober 1899 och blev underlöjtnant i flottan (enseigne de vaisseau) 1904. Han deltog i första världskriget och fortsatte sedan karriären inom flottan. Han blev kommendörkapten 1 augusti 1920, kommendör 17 januari 1926, konteramiral 18 november 1929, viceamiral 4 december 1932, amiral 4 februari 1936 och amiral de la flotte (en titel som skapades speciellt för Darlan) 24 juni 1939. Darlan tillträde 1 januari 1937 som chef för franska marinen (Chef d'Etat-Major général de la Marine) och blev 28 augusti 1939 högste befälhavare för de franska flottstyrkorna (Commandant en Chef des Forces Maritimes Francaises).

## Minister i Vichyregeringen
När marskalken av Frankrike Philippe Pétain bildade regering 16 juni 1940 utsågs Darlan till marinminister och minister för handelsflottan samt högste befälhavare för de franska flottstyrkorna. Dagen därpå anhöll Pétain om vapenstillestånd med Tyskland. Vapenstilleståndet undertecknades 22 juni 1940 och regeringen flyttade till Vichy. Pétains Vichyregim utövade regeringsmakt endast i det icke-tyskockuperade Frankrike. Både Pétain och Darlan försäkrade att den franska flottan inte skulle komma i tyskarnas händer men Storbritanniens premiärminister Winston Churchill litade inte på detta. Med den betydelse flottan hade för det brittiska imperiet var försäkringarna av tvivelaktigt värde. Storbritannien krävde att den franska eskader som befann sig i Mers el-Kebir väster om Oran skulle ansluta sig till britterna eller under brittisk eskort segla till Västindien eller en hamn i USA. När den franske befälhavaren, viceamiral Marcel-Bruno Gensoul, vägrade gå med på de brittiska kraven öppnade en brittisk flottenhet under ledning av viceamiral James Somerville eld 3 juli 1940 och en stor del av de franska fartygen blev förstörda. Den 6 juli genomfördes även en flygattack mot Mers el-Kebir. På en minnestavla vid havet i Toulon står: Till minne av de 1297 marinsoldater som dog för Frankrike den 3 och 6 juli 1940 i MERS EL-KEBIR. Darlan var efter dessa händelser avogt inställd till Storbritannien. Han stod dock fast vid sitt löfte att inte överlämna några fartyg till Tyskland.
I februari 1941 blev Darlan marskalk Pétains närmaste man, vice konseljpresident, utrikesminister och inrikesminister. I augusti samma år blev han därtill försvarsminister. Av den franska motståndsrörelsen sågs han som en landsförrädare. I början av 1942 avgick Darlan från ministerposterna och hans position övertogs av Pierre Laval. Under Pétain kvarstod Darlan dock som högste befälhavare för samtliga franska militära styrkor.

## Darlans agerande i Nordafrika
Då de allierade 8 november 1942 inledde invasionen av Nordafrika, Operation Torch, befann sig Darlan i Alger för att besöka sin son som drabbats av polio. Enligt order från Pétain skulle de franska trupperna ovillkorligt göra motstånd. De allierades befälhavare, generallöjtnant Dwight D. Eisenhower, tog emellertid genom sin ställföreträdare Mark Clark kontakt med Darlan och 11 november träffades en överenskommelse om vapenstillestånd. Den 13 november utnämndes Darlan med amerikanskt stöd till kommissarie (Haut Commissaire) i Nordafrika. Härigenom irriterade amerikanerna Charles de Gaulle som i juni 1940 bildat organisationen Fria Frankrike.
I ett telegram till Darlan i Alger hade Pétain givit order om att striderna skulle fortsätta (det vill säga hjälpa den tyska ockupationsmakten). På grund av att Darlan inlett förhandlingar med de allierade upphörde han 10 november att (under Pétain) vara högste befälhavare för samtliga franska militära styrkor. Detta kom dock att sakna betydelse då Adolf Hitler inte längre kunde lita på Vichyregimens lojalitet. Tyskarna besatte Vichyfrankrike den 11 november 1942. Därmed blev frågan om den kvarvarande franska Medelhavsflottan akut. En del hade erövrats av britterna redan i juni 1940, medan andra fartyg sänktes under Operation Catapult i juni 1940. Men resten av flottan hade legat i Toulons hamn alltsedan dess.
I samråd med amerikanerna bildade Darlan ett råd med beslutanderätt i Nordafrika. Darlan förklarade sig lojal mot de allierade men Pétain (som efter kriget blev dömd som förrädare) kallade honom förrädare. Darlan gav den 13 november 1942 order till resterna av den franska flottan i Toulon, om att avsegla till Nordafrika i syfte att införliva denna under allierad kontroll. Dock närmade sig tyska trupper Toulons hamn, och för att dessa inte skulle erövra flottan sänktes den hastigt, vilket Darlan hade ordnat ständig beredskap för. Totalt sänktes sjuttiofem fartyg, som nu varken kom tyskarna eller de allierade till godo.

## Darlan mördas
Darlan mördades på julafton 1942 och efterträddes av general Henri Giraud. Mördaren var en ung man, Fernand Bonnier de la Chapelle (1922–1942). Han kom till Darlans residens och uppgav att han bestämt möte med Darlan. Amiralen var upptagen på annat håll men när Darlan till slut infann sig gick Bonnier fram till honom och avlossade flera skott. Amiralen blev dödligt sårad och mördaren försökte fly men greps omedelbart. Bonnier tillhörde en grupp om fyra personer som planerat mordet. Efter en hemlig summarisk rättegång avrättades Fernand Bonnier de la Chapelle genom arkebusering.
Efter kriget förklarades domen mot attentatsmannen ogiltig av revisionsdomstolen i Alger. Fernand Bonnier de la Chapelle fick upprättelse. Han hade inte mördat utan avrättat en förrädare.

## Utmärkelser
- Riddare av Ordre du Mérite agricole: 28 July 1906[4]
- Officerare av Ordre du Mérite Maritime: 19 January 1931[5]
- Hederslegionen: Storkorset 21 december 1937[6]; storofficer: 31 december 1935[7]; kommendör: 31 december 1930;[8] officer: 16 June 1920;[9] riddare: 1 January 1914[10]
- Kommendör av första klassen av Svärdsorden, 1930.[11]